# Vauxhall Bridge
Il Vauxhall Bridge è un ponte ad arco di acciaio che attraversa il fiume Tamigi fra Lambeth Bridge e Grosvenor Bridge nella zona di Central London.
Sulla sponda nord è vicino a Westminster, alla Tate Britain, a Pimlico e alla stazione Pimlico della metropolitana.
Su quella sud, Vauxhall Cross dove è ubicata la Vauxhall station e il quartier generale dell'MI6.

## Storia

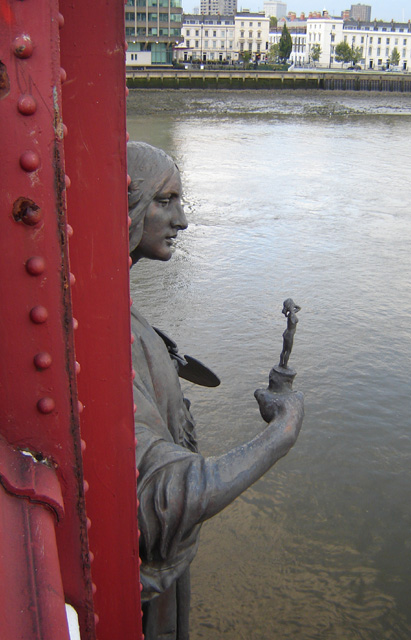
Una delle otto statue poste ai lati dei piloni del Vauxhall Bridge.

Il ponte attuale ha sostituito l'originaria struttura del 1816. Esso è stato completato nel 1906, e inaugurato il 26 maggio dal principe di Galles e fu il primo ponte sul quale passarono dei tram attraverso il Tamigi. Esso è largo 27 metri, e lungo 270 metri e ha cinque arcate in acciaio poggianti su piloni di granito. Sui pilastri sono poste otto statue bronzee costituite da figure femminili rappresentanti le arti e le scienze. Quattro delle statue sono opera di F. W. Pomeroy e le altre di Alfred Drury.
Il primo ponte era a nove archi e venne aperto nel 1816 come ponte a pedaggio. La sua nascita fu molto travagliata in quanto prima di giungere alla sua realizzazione vennero bocciati ben tre progetti.

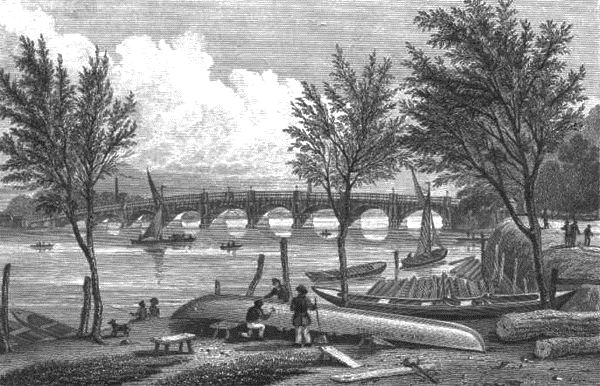
Il Vauxhall Bridge nel 1829

Esso fu la prima struttura in ferro a essere costruita sul Tamigi, ma durò meno di 90 anni. Le maree corrosero i piloni di sostegno e la loro sostituzione risultò eccessivamente onerosa. Venne pertanto costruito un ponte provvisorio in legno e la demolizione ebbe inizio nel 1898, ma la costruzione del suo sostituto iniziò soltanto nel 1904.